# Gabrielle Union
Gabrielle Monique Union (Omaha, Nebraska, 29 oktober 1972) is een Amerikaanse actrice en voormalig fotomodel. In een van haar rollen is zij net als Kirsten Dunst een cheerleader in de film Bring It On. Union trad ook op met Will Smith en Martin Lawrence in de film Bad Boys II en speelde een doktersrol in de serie City of Angels. Sinds april 2009 is ze te zien in de Amerikaanse politieserie Life als detective Jane Seever.
Zij is van Afro-Amerikaanse afkomst en is katholiek. Zij bezocht de Foothill High School in Pleasanton, Californië. Union begon haar acteerloopbaan met kleine rolletjes.
Union trouwde in mei 2001 met Chris Howard (een americanfootballspeler), maar dit huwelijk werd in 2005 weer ontbonden. Sinds 2014 is ze getrouwd met basketballer Dwyane Wade. Rapper Saweetie is de eerstegraads nicht van Union.
In 2019 zat Union in de jury van het televisieprogramma America's Got Talent.

## Onderscheidingen en nominaties
- BET Awards
  - 2005, Best Actress (genomineerd)
  - 2004, Best Actress (genomineerd)
  - 2003, Best Actress (genomineerd)
- Black Reel Awards
  - 2008, Best Ensemble: Cadillac Records (Winnaar)
  - 2005, Best Actress in a Musical or Comedy: Breakin' All the Rules (genomineerd)
  - 2005, Best Supporting Actress in a TV Movie/Mini-Series: Something the Lord Made (genomineerd)
  - 2004, Best Actress: Deliver Us From Eva (genomineerd)
  - 2002, Best Supporting Actress: The Brothers (genomineerd)
  - 2001, Best Supporting Actress: Bring It On (Winnaar)
- Image Awards
  - 2005, Outstanding Actress in a Motion Picture: Breakin' All the Rules (genomineerd)
  - 2005, Outstanding Actress in a TV Movie/Mini-Series: Something the Lord Made (genomineerd)
  - 2004, Outstanding Actress in a Motion Picture: Deliver Us From Eva (genomineerd)
  - 2004, Outstanding Supporting Actress in a Motion Picture: Bad Boys II (genomineerd)
- Palm Beach Film Festival
  - 2006, Best Actress Neo Ned (Winnaar)

## Filmografie
- She's All That (1999)
- 10 Things I Hate About You (1999)
- H-E Double Hockey Sticks (1999)
- Love & Basketball (2000)
- Bring It On (2000)
- Friends (2001)
- The Brothers (2001)
- Two Can Play That Game (2001)
- Welcome to Collinwood (2002)
- Abandon (2002)
- Deliver Us from Eva (2003)
- Cradle 2 the Grave (2003)
- Bad Boys II (2003)
- Ride or Die (2003)
- Breakin' All the Rules (2004)
- Something the Lord Made (2004)
- Neo Ned (2005)
- The Honeymooners (2005)
- Say Uncle (2005)
- Running with Scissors (2006)
- Constellation (2007)
- Daddy's Little Girls (2007)
- The Box (2007)
- The Perfect Holiday (2007)
- Meet Dave (2008)
- Cadillac Records (2008)
- Life (2009)
- FlashForward (2009)
- Good Deeds (2012)
- Think Like a Man (2012)
- In Our Natue (2012)
- Miss Dial (2013)
- Being Mary Jane (2013)
- Think Like a Man Too (2014)
- Top Five (2014)
- With This Ring (2015, tv-film)
- The Lion Guard: Return of the Roar (2015, stem)
- The Birth of a Nation (2016)
- Almost Christmas (2016)
- Sleepless (2017)
- The Public (2018)
- Breaking In (2018)
- Fearless (2020, stem)
- Cheaper by the Dozen (2022)
- The Inspection (2022)
- Strange World (2022, stem)
- Riff Raff (2024)